# Lars Inge Hedberg

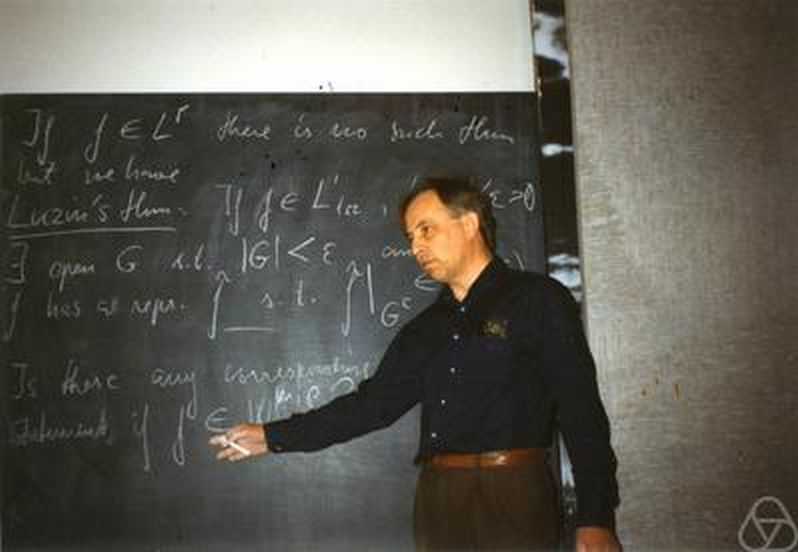
Lars Hedberg 1992

Lars Inge Hedberg  (* 1935; † 2005) war ein schwedischer Mathematiker, der sich mit Analysis befasste.
Hedberg wurde 1965 bei Lennart Carleson an der Universität Uppsala promoviert (Generators in Certain Function Algebras). Als Post-Doktorand war er 1967/68 am Massachusetts Institute of Technology und in Berkeley. Ab 1983 war er Professor an der Universität Linköping, an der er 2000 emeritiert wurde.
Er war in den 1970er Jahren mehrfach Gastwissenschaftler und -professor in den USA und war auch Gastprofessor in Frankreich. Er lernte schon in den 1950er Jahren in Uppsala Russisch und arbeitete in den 1960er Jahren mit sowjetischen Wissenschaftlern zusammen und seine Kontakte besonders nach Sankt Petersburg führten dazu, dass bedeutende russische Wissenschaftler nach dem Ende der Sowjetunion nach Linköping kamen. Nach deren Unabhängigkeit wirkte er am Aufbau der Mathematik in Estland und Litauen mit.
Hedberg befasste sich mit nichtlinearer Potentialtheorie. 1981 löste er das Problem spektraler Synthese in Funktionenräumen (Sobolew-Räumen), das darin besteht, eine Funktion f aus diesen Räumen zu approximieren durch Funktionen, die Fouriertransformierte von Maßen sind, deren Träger im Spektrum von f (das heißt dem Träger der Fouriertransformierten von f) enthalten sind. Darüber schrieb er eine Monographie mit David R. Adams in der Grundlehren-Reihe.
1982 erhielt er den Wallmark-Preis der Königlich Schwedischen Akademie der Wissenschaften. 1995 wurde er auswärtiges Mitglied der Finnischen Akademie der Wissenschaften.

## Schriften (Auswahl)
- mit David R. Adams: Function spaces and potential theory, Grundlehren der mathematischen Wissenschaften 314, Springer 1996
- mit Yuri Netrusov: An Axiomatic Approach to Function Spaces, Spectral Synthesis, and Luzin Approximation, Memoirs of the AMS, 2007
- Spectral synthesis in sobolev spaces, and uniqueness of solutions of the Dirichlet problem, Acta Mathematica, Band 147, 1981, S. 237–264
- Spectral synthesis and stability in Sobolev spaces, in: John Benedetto (Hrsg.), Euclidean Harmonic Analysis, Lecture Notes in Mathematics 779, Springer 1980, S. 73–103